# Платигіра візерунчата
Платигіра візерунчата (Platygyra daedalea) — вид колоніальних коралів, що належать ряду мадрепорових родини Faviidae.

## Поширення
Вид зустрічається в південно-західній та північно-західній частинах Індійського і західній частині Тихого океану, в Червоному, Аравійському, Східно-Китайському морях та в Аденській і Перській затоках.

## Галерея

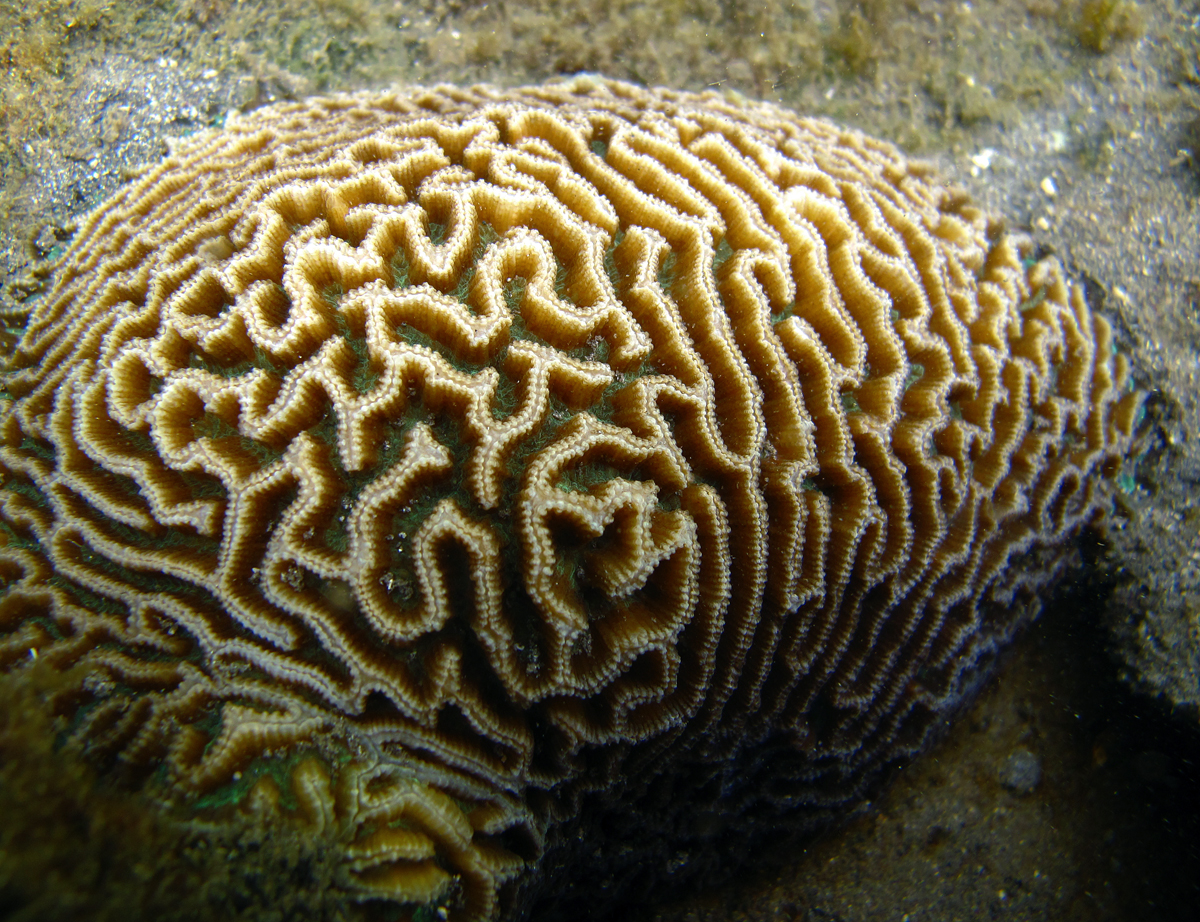
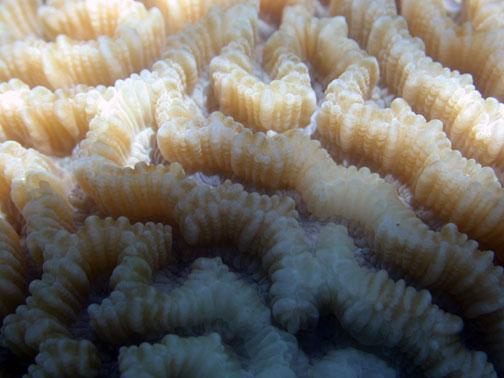
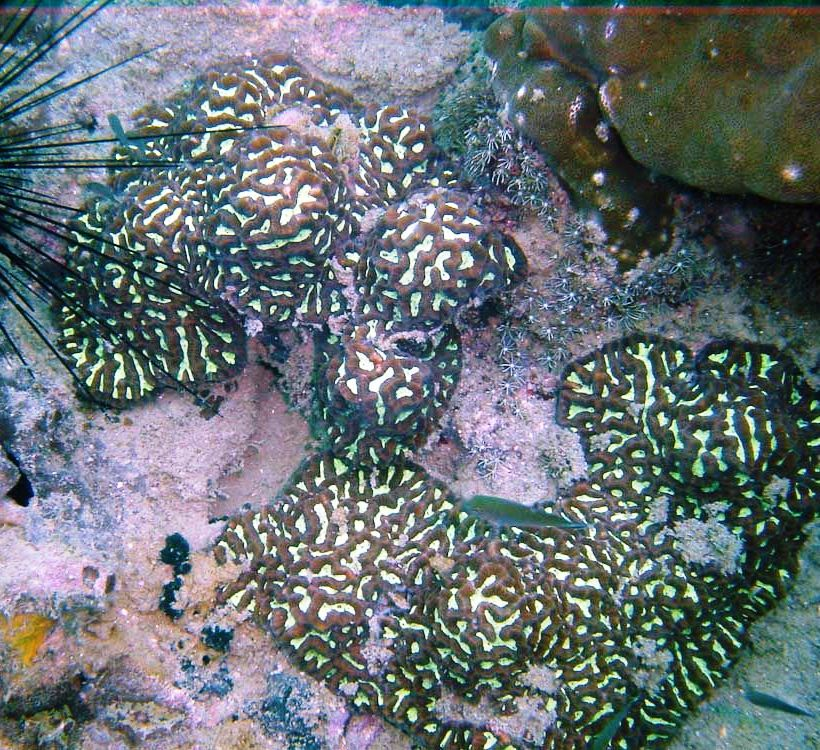

## Опис і поведінка
Цей вид трапляється на більшості рифів. Мешкає на субліторалних скелях і скелястих рифах, в лагунах. Платигіра візерунчата зустрічається на глибині до 30 м. Вони можуть утворювати колонії в діаметрі до метра і більше.